# Regeringsraad van Bern

Wapen van Bern

De Regeringsraad van het kanton Bern (Duits: Regierungsrat, Frans: Conseil-exécutif) is de regering van het kanton Bern. De Regeringsraad bestaat uit zeven personen (3 SP/JUSO, 2 SVP, 1 FDP en 1 GFL) die rechtstreeks door de stemgerechtigde bevolking worden gekozen voor de duur van vier jaar. Ten ministe 30.000 stemgerechtigden kunnen een verzoek indienen om een referendum te houden met als doel het voortijdig ten val brengen van de regering.
Volgens de grondwet van Bern wordt één zetel in de Regeringsraad gereserveerd voor een Franstalige Berner uit de Jura.
De Regeringsraad wordt voorgezeten door een voorzitter (Präsident des Regierungsrates), de regeringsleider. Het voorzitterschap roteert ieder jaar. De voorzitter van de Regeringsraad wordt bijgestaan door een vicevoorzitter (Vizeregierungsratpräsident).

## Huidige samenstelling
| Naam                 | departement                                                          | partij  |
| -------------------- | -------------------------------------------------------------------- | ------- |
| Barbara Egger-Jenzer | Bouw, Verkeer en Energie                                             | SP/PS   |
| Beatrice Simon       | Financiën Vicevoorzitter van de Regeringsraad 2015-2016              | BDP/PBD |
| Christoph Neuhaus    | Justitie, Gemeenten- en Kerken                                       | SVP/UDC |
| Bernhard Pulver      | Onderwijs                                                            | GVL/LVL |
| Andreas Rickenbacher | Economische Zaken                                                    | SP/PS   |
| Hans-Jürg Käser      | Politie en Militaire Zaken Voorzitter van de Regeringsraad 2015-2016 | FDP/PRD |
| Philippe Perrenoud   | Volksgezondheid en Verzorging                                        | SP/PS   |

## Lijst van voorzitters
Het ambt van voorzitter van de Regeringsraad van Bern bestaat sinds 1846. Voor die tijd heette de regeringsleider Landammann en voor 1831: Schultheiss.

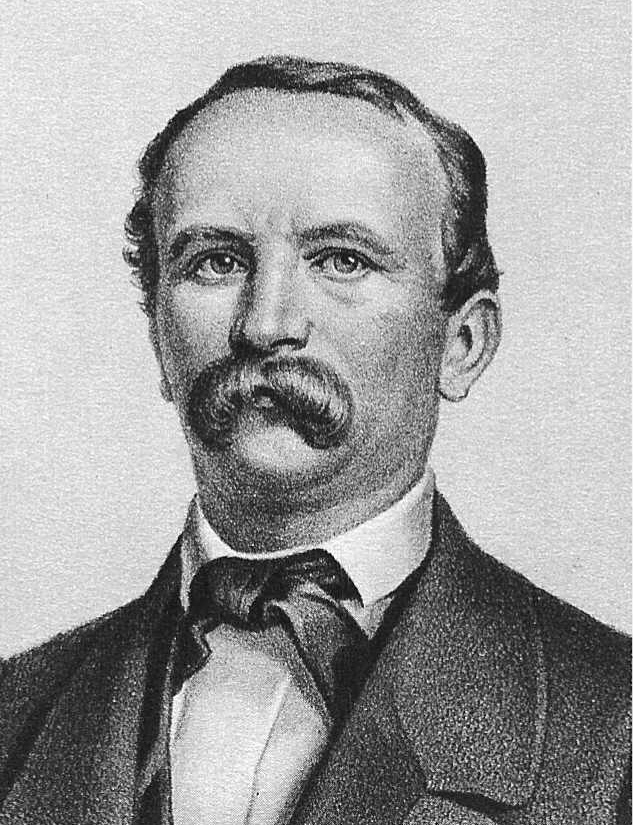
Jakob Stämpfli

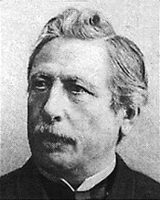
Karl Schenk